# Моура, Ана
А́на Кла́удиа Мо́ура Пере́йра (порт. Ana Cláudia Moura Pereira, р. 17 сентября 1979 года) — португальская исполнительница фаду (порт. fadista – фадишта).

## Биография
Ана Моура родилась в Сантарене, но провела детство в Коруше. 
Любовь к музыке привилась в родительском доме. Каждая семейная вечеринка сопровождалась исполнением песен из репертуара португальского певца Фаушту (Fausto Bordalo Dias), Жозе Афонсу (José Afonso), ангольского певца Руя Мингаша (Ruy Mingas). В доме звучала ангольская музыка и фаду. 
Мать часто напевала известную песню O Xaile de Minha Mãe, а первое фаду Cavalo Ruço Ана исполнила в шесть лет.
Однако, в юности исполнение фаду отошло на второй план. 
С 14 лет училась в школе любителей музыки в Каркавелуш, где пела песни различных жанров в школьной группе. Тем не менее, несмотря на то, что музыкальные группы, в которых участвовала Ана, исполняли рок, волею судьбы она включала в свой репертуар одно-два фаду. Обычно, это была песня Амалии Родригеш Povo que Lavas no Rio. С одной из групп Ана пробовала записать альбом поп и рок песен, но затея не увенчалась успехом.

## Творческая карьера
Вскоре после не завершившейся записи диска судьба привела Ану в один из баров Каркавелуша, где она исполняла фаду и произвела большое впечатление на гитариста Антониу Паррейра (António Parreira). Перрейра начал устраивать выступления Аны в различных домах фаду (casa de fado).
Со временем молодую исполнительницу уже приглашали на выступления. В итоге известная фадишта Мария да Фэ (Maria da Fé) не устояла перед силой начинающего таланта и пригласила Ану петь в престижном доме фаду Senhor Vinho. С той поры началась серьёзная подготовка Аны как профессиональной фадишты.
После выступления Аны на телевидении студия Universal предложила ей записать первый альбом Guarda-me a Vida na Mão, вышедший в 2003 году.
Несмотря на то, что в аккомпанементе присутствовали кахон и фламенко-гитара, песни альбома в целом исполнены в русле общей традиции, и были благоприятно восприняты публикой и критикой. Молодая певица стала известна на португальской и со временем на международной сцене.
После выпуска второго диска Aconteceu в 2004 году Ана Моура покидает Senhor Vinho для выступлений по многочисленным приглашениям в Португалии и за рубежом.
Основной сценой певицы в стране становится дом фаду в старейшем районе Лиссабона Алфаме под названием Casa de Linhares — Bacalhau de Molho.
В феврале 2005 года Ана Моура выступила в Карнеги-холле в Нью-Йорке, после чего последовали концерты в Голландии, Франции, Китае.
Музыканты группы The Rolling Stones предложили Ане участвовать в проекте по исполнению своих композиций певцами других жанров, и она записала песни Brown Sugar и No Expectations для диска группы. В 2007 году Ана Моура исполнила песню No Expectations на концерте The Rolling Stones в Лиссабоне на стадионе Алваладе XXI.
После выступлений фадишты в 2008 году в концертных залах Колизей в Лиссабоне и Порту вышел первый концертный альбом Coliseu.
В мае 2009 года Ана Моура выступила с Принсем в Париже в зале La Cigale.

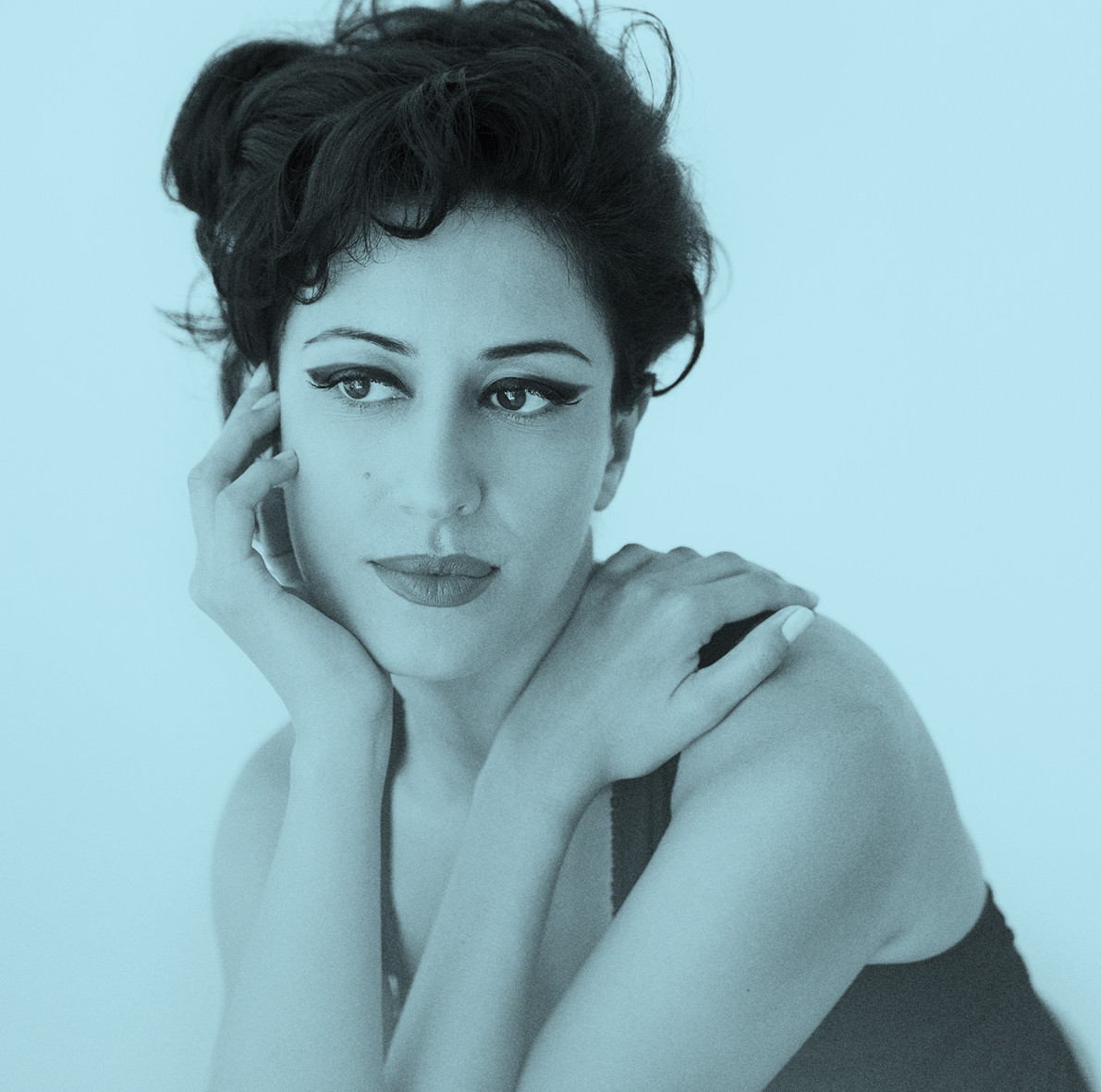
Из оформления альбома Desfado

В сентябре 2010 года певица дала два концерта во Франкфурте c джаз-оркестром франкфуртского радио Frankfurt Radio Bigband (hr-Bigband). С этим же оркестром Ана Моура дала концерты в Колизеях Лиссабона и Порту в апреле 2011 года.
В августе того же года фадишта выступила на фестивале Back2Black в Рио-де-Жанейро, исполнив с Жилберту Жилом Fado Tropical Шику Буарке.
В 2013 году выступала в турне в США и Канаде, дала концерт в Barbican Centre в Лондоне.
Последний диск певицы Desfado держался на первых местах музыкальных топов и был удостоен внимания международной прессы, в частности: El País, New York Times, Le Monde. Песня Desfado одноименного альбома завоевала премию «Золотой Глобус 2013» в номинации лучшая музыкальная тема.

## Признание и награды
Ана Моура является одной из лучших современных исполнительниц фаду.
Уникальный голос и манера исполнения фадишты покорили слушателей многих стран мира и завоевали признание критиков.
В 2008 году фадишта получила премию Амалия (Prémio Amália) в номинации лучший исполнитель.
23 мая 2010 года, через полгода после выхода диска Leva-me aos Fados, Ана Моура получила премию «Золотой Глобус» в номинации лучший исполнитель.
В 2014 году запись концертной версии альбома Desfado на фестивале фаду в районе Лиссабона Алфама в сентябре 2013 года была удостоена премии Амалия в номинации лучший диск года. Эта премия была учреждена Фондом Амалии Родригеш в 2005 году.
27 января 2015 года Ана Моура была удостоена звания Командора Ордена Инфанта дона Энрике.

## Дискография

### Студийные альбомы
Диски певицы занимали высокие места в рейтингах и продавались большими тиражами, попадая в разряд платиновых. Они поступали в продажу не только в Португалии, но и в странах Европы, Америки и Азии.
- 2003 — Guarda-me A Vida Na Mão (Universal Music)
- 2004 — Aconteceu (Universal Music, двойной CD)
- 2007 — Para Além da Saudade (Universal Music)
- 2009 — Leva-me aos Fados (Universal Music)
- 2011 — Ana Moura (BOX) (Universal Music)
- 2012 — Desfado (Universal Music)

### Концертные альбомы
- 2008 — Coliseu (Universal Music, DVD+CD)

### Участие в записи других альбомов
Ниже приводится перечень песен, не входящих в персональные диски фадишты и записанных в коллективных сборниках и трибьют-альбомах с участием других исполнителей:
- 2004 — Fado Varina (в Novo Homem na Cidade, трибьют Карлушу ду Карму (Carlos do Carmo), Universal Music)
- 2004 — Filha das Ervas (в A Tribute to Amália Rodrigues, World Connection)
- 2004 — Amor Em Tons De Sol Maior (в Álbum Branco do Fado, CNM)
- 2005 — De Nua (с Сарой Тавареш (Sara Tavares) в Balancé, World Connection)
- 2008 — No Expectations / Brown Sugar (в Stones World — The Rolling Stones Project II, Sunny Side, Tames Records)
- 2011 — Pássaro Voz (с Фернанду Алвим (Fernando Alvim) в Os Fados e as Canções do Alvim, Universal Music)
- 2012 — Janelas Abertas nº 2 (в A Tribute to Caetano Veloso, Universal Music)
- 2013 — Novo Fado Alegre (с Карлушем ду Карму в Fado é Amor, Universal Music)
- 2013 — Sabe Deus (с Идан Райшел (Idan Raichel) в Quarter to Six, Cumbancha)
- 2015 — Maldição (в Amália. As Vozes do Fado, трибьют Амалии Родригеш, Universal Music)
- 2015 — Valentim (с Бонгой Куэнда в Amália. As Vozes do Fado, трибьют Амалии Родригеш, Universal Music)

### Сборники
- 2012 — O Melhor do Fado — Ana Moura (Planeta DeAgostini)